# The Midnighters, Volume Two
The Midnighters, Volume Two è il secondo album dei The Midnighters di Hank Ballard (la denominazione del gruppo come Hank Ballard and The Midnighters avverrà nel 1959 con il passaggio alla King Records di Sidney Nathan), pubblicato dalla Federal Records nel 1958. Il disco fu in seguito ripubblicato sia dalla King Records (nel 1963) e sia da un'etichetta danese (Sing Records, 581) nel 1988 (su LP) a nome di Hank Ballard & Midnighters.

## Tracce
Lato A
1. Open Up the Back Door – 3:01 (William C. Baker) – Registrato il 1 dicembre 1955 a New York City, New York
2. In the Doorway Crying – 2:24 (Hank Ballard) – Registrato il 25 febbraio 1957 a Los Angeles, California
3. Oh so Happy – 2:48 (Kelly Owens, Rose Marie McCoy, Henry Glover) – Registrato il 15 maggio 1957 a New York City, New York
4. Let 'Em Roll – 2:40 (Hank Ballard) – Registrato il 15 maggio 1957 a New York City, New York
5. E bosta così – 2:39 (Robert Riley) – Registrato il 25 febbraio 1957 a Los Angeles, California
6. Stay by My Side – 2:55 (Hank Ballard, Cal Green) – Registrato il 14 gennaio 1958 a Cincinnati, Ohio

Durata totale: 16:27
Lato B
1. Daddy's Little Baby – 2:40 (Hank Ballard, Cal Green) – Registrato il 14 gennaio 1958 a Cincinnati, Ohio
2. Partners for Life – 2:57 (Ruth Kardon, Hal Gordon) – Registrato il 1 dicembre 1955 a New York City, New York
3. Is Your Love for Real – 2:14 (Hank Ballard, Cal Green) – Registrato il 15 maggio 1957 a New York City, New York
4. What Made You Change Your Mind – 2:44 (Rose Marie McCoy, Kelly Owens) – Registrato il 15 maggio 1957 a New York City, New York
5. Let Me Hold Your Hand – 2:50 (Hank Ballard) – Registrato il 25 settembre 1956 a Cincinnati, Ohio
6. Early One Morning – 2:17 (Hank Ballard) – Registrato il 26 marzo 1956 a Cincinnati, Ohio

Durata totale: 15:42
- Il brano A5 è riportato nell'album originale come E bosta così, in realtà (come poi apparirà in successive ristampe) il titolo è E basta così

## Musicisti
Partners for Life e Open Up the Back Door
- Hank Ballard - voce, accompagnamento vocale
- Cal Green - chitarra, accompagnamento vocale
- Lawson Smith - voce, accompagnamento vocale
- Norman Thrasher - voce, accompagnamento vocale

Musicisti aggiunti
- Don Wilkerson - sassofono tenore
- Perry Deal - pianoforte
- Joe Williams - basso elettrico
- George De Hart - batteria

Early One Morning
- Hank Ballard and The Midnighters - voci

Musicisti aggiunti
- James F. Henry Moore - sassofono tenore
- Wilbert Dyer - sassofono alto
- Cal Green - chitarra
- H.T. Martin - basso elettrico
- George De Hart - batteria

Let Me Hold Your Hand
- Hank Ballard and The Midnighters - voci

Musicisti aggiunti
- Wilbert Dyer - sassofono alto
- Don Wilkerson - sassofono tenore
- Joe Hunter - pianoforte
- Cal Green - chitarra
- H.T. Martin - basso elettrico
- George De Hart - batteria

E Bosta Così e In the Doorway Crying
- Hank Ballard and The Midnighters - voci

Musicisti aggiunti (possibili)
- Charles Sutton - voce
- Henry Both - voce
- Sonny Woods - basso, voce
- Mark Petterson - tromba
- Jewel Grant - sassofono alto
- Alphonso Strether - sassofono tenore
- Joe Hunter - pianoforte
- Cal Green - chitarra
- Clarence Fisher - basso elettrico
- George De Hart - batteria

What Made You Change Your Mind, Let 'Em Roll, Is Your Love for Real e Oh so Happy
- Hank Ballard and the Midnighters - voci

Musicisti aggiunti
- Mark Patterson - tromba
- Maxwell Lucas - sassofono alto, sassofono baritono
- Henry Moore - sassofono tenore
- Alphonso Strether - sassofono tenore
- Joe Hunter - pianoforte
- Cal Green - chitarra
- Carl Pruitt - basso elettrico
- George De Hart - batteria

Daddy's Little Baby e Stay by My Side
- Hank Ballard and The Midnighters - voci

Musicisti aggiunti
- Mark Patterson - tromba
- Henry Moore - sassofono tenore
- Jimmy Johnson - pianoforte
- Cal Green - chitarra
- James Fisher - basso elettrico
- George De Hart - batteria[1]